# Transponerend instrument
Een transponerend instrument is een muziekinstrument waarvan de te spelen partij in de partij of partituur op een andere toonhoogte is genoteerd dan wat werkelijk gehoord wordt. Als bijvoorbeeld een Es-klarinet een C speelt, horen we een Es die een kleine terts hoger is dan de C.
De voortekening van de partij van het transponerende instrument wordt bijna altijd aangepast. Hierdoor wordt de muzikant ontlast van de moeilijkheden van het transponeren. Enkel de componist en de dirigent moeten rekening houden met de verschillende transposities en voortekeningen.

## Geschiedenis

### Hoorn
Als voorbeeld kan men kijken naar de hoorn. Dit instrument bestaat van oudsher alleen in de stemming F (de natuurhoorn) en heeft geen ventielen. De muziekstukken uit de 18e eeuw vragen echter ook om andere toonsoorten. Om de partijen hiervoor te kunnen spelen maakt men gebruik van verlengstukken, extra stembogen, die het instrument in een lagere stemming kunnen zetten. De noten in de partij blijven altijd in de toonsoort C geschreven, alleen de toonhoogte van het instrument wordt aangepast. In het begin van de 19e eeuw werden er ter vervanging van deze verlengbuizen ventielen toegevoegd. Hiermee kon men de hoorn onder het spelen verstemmen naar een andere toonhoogte en uiteindelijk, met de toevoeging van totaal drie ventielen, kon het instrument volledig chromatisch spelen. Het gebruik van de notatie bleef echter gehandhaafd. Nog steeds spelen symfonische hoornisten partijen waarbij eenvoudigweg boven de partij de toonhoogte geschreven staat. De hoornist dient deze partij zelf te transponeren. Om het verhaal van de hoorn nog lastiger te maken, is de hoorn doorgaans helemaal niet in F gestemd, maar in Bes. Hij is zo gebouwd om het hogere register makkelijker te maken. Meestal wordt een dubbel-hoorn gebruikt, waarbij met een vierde ventiel de hoorn kan worden omgeschakeld van de standaard Bes-stemming naar de lagere F-stemming. Het is dan een volledig dubbel uitgevoerd instrument, waarbij alleen de mondbuis en de bekersectie identiek zijn.

### Trompet
Voor de trompet geldt grotendeels hetzelfde als voor de hoorn. De trompet werd meestal in F gebouwd. Er bestaat veel repertoire voor deze instrumenten in een andere stemming, waarvoor extra stembogen werden toegevoegd om het instrument te verstemmen. In tegenstelling tot de moderne hoorn (gestemd in Bes of F en met ventielen) wordt de moderne trompet echter in een hele reeks stemmingen gebouwd. De partijen zijn vaak in een heel andere toonsoort dan de stemming van de trompet. Ook hier moet men transponeren. Als voorbeeld hierbij, alle partijen van de symfonieën van Gustav Mahler staan in F genoteerd. Maar in de huidige uitvoeringspraktijk wordt dit vrijwel altijd gespeeld op een instrument gestemd in Bes of C, afhankelijk van het gebruik in het land waar het orkest vandaan komt. Russische en Britse orkesten spelen bijna altijd op Bes-trompetten, terwijl Nederlandse, Franse en Amerikaanse orkesten bijna uitsluitend op C-trompetten spelen. De musicus moet zelf dus de partijen al spelend transponeren.

### Klarinet
De klarinet is een meer recente uitvinding (laat 18e eeuw) en de partijen worden zo genoteerd dat de musicus altijd dezelfde vingerzetting kan gebruiken voor de genoteerde tonen. Of men nu op een A- of een Bes-klarinet speelt, de vingerzetting is identiek.

### Hafabra (harmonie-, fanfareorkesten en brassbands)
Voor het gebruik binnen de harmonie- en fanfareorkesten en brassbands gelden andere regels en gebruiken. Historisch gezien zijn dit veel nieuwere ensembles. De partijen voor deze bezettingen worden vrijwel altijd volledig getransponeerd geschreven. Dit maakt het voor de musici ook heel eenvoudig om over te schakelen naar een ander instrument. De vingerzetting voor elk instrument met drie ventielen is hierbij identiek. De instrumenten die binnen deze orkesten worden gebruikt zijn alle van na de uitvinding van het ventielsysteem en hebben dan ook geen last van de historisch gegroeide onhandigheden die men wel bij de symfonische koperen blaasinstrumenten tegenkomt. Binnen de hafabra-orkesten kun je stellen dat alleen het slagwerk, de fluiten en de trombones niet transponerend zijn (met uitzondering van de tenor-trombones in de brassband).

### Beiaard
Een beiaard is een groot en zwaar instrument. Een beiaard die een terts lager is, is twee keer zo zwaar en navenant duurder. Afhankelijk van de ruimte en de middelen kiest men daarom zelden een beiaard in C (waarvan de laagste klok een C is), maar in een andere grondtoon. De klokken worden echter meestal vanaf C met de speeltafel verbonden, zodat de beiaardier er niet bij nadenkt wat de werkelijk klinkende toonhoogte is.
Om de kosten en de massa verder te beperken ontbreken vaak de tweede en de vierde klok, op de speeltafel zijn dat de Cis en de Dis in het laagste octaaf.

## Transponerende instrumenten
In deze context betekent transpositie: het interval dat het verschil vormt tussen genoteerde en gehoorde noot.
| Familie      | Instrument      | Stemming | Transpositie                            | Opmerkingen                                                              |
| ------------ | --------------- | -------- | --------------------------------------- | ------------------------------------------------------------------------ |
| Houtblazers  | Altfluit        | G        | reine kwart omlaag                      | Komt ook voor in F                                                       |
| Houtblazers  | Oboe d'amore    | A        | kleine terts omlaag                     |                                                                          |
| Houtblazers  | Sopraansaxofoon | Bes      | grote secunde omlaag                    |                                                                          |
| Houtblazers  | Altsaxofoon     | Es       | grote sext omlaag                       | De F-stemming komt ook voor.                                             |
| Houtblazers  | Tenorsaxofoon   | Bes      | grote none omlaag                       | De C-stemming komt voor, maar is zeldzaam (C-melody)                     |
| Houtblazers  | Baritonsaxofoon | Es       | grote sext plus octaaf omlaag           |                                                                          |
| Houtblazers  | Engelse hoorn   | F        | reine kwint omlaag                      |                                                                          |
| Houtblazers  | Klarinet        | Bes      | grote secunde omlaag                    | Kan ook in C voorkomen, maar is zeldzaam.                                |
| Houtblazers  | Klarinet        | A        | kleine terts omlaag                     | Kan ook in C voorkomen, maar is zeldzaam.                                |
| Houtblazers  | Kleine klarinet | Es       | kleine terts omhoog                     |                                                                          |
| Houtblazers  | Kleine klarinet | D        | grote secunde omhoog                    |                                                                          |
| Houtblazers  | Bassethoorn     | F        | reine kwint omlaag                      | Dit is geen hoorn, maar hoort bij de klarinetten.                        |
| Houtblazers  | Altklarinet     | Es       | grote sext omlaag                       |                                                                          |
| Houtblazers  | Basklarinet     | Bes      | grote secunde omlaag                    | Kan ook in G-sleutel voorkomen, maar transponeert dan een none omlaag.   |
| Houtblazers  | Basklarinet     | A        | kleine terts omlaag                     | Kan ook in G-sleutel voorkomen, maar transponeert dan een decime omlaag. |
| Koperblazers | Trompet         | Bes      | grote secunde omlaag                    | C-trompetten komen ook voor.                                             |
| Koperblazers | Trompet         | A        | kleine terts omlaag                     | C-trompetten komen ook voor.                                             |
| Koperblazers | Trompet         | D        | grote secunde omhoog                    | C-trompetten komen ook voor.                                             |
| Koperblazers | Trompet         | Es       | kleine terts omhoog                     | C-trompetten komen ook voor.                                             |
| Koperblazers | Trompet         | E        | grote terts omhoog                      | C-trompetten komen ook voor.                                             |
| Koperblazers | Trompet         | F        | reine kwart omhoog                      | C-trompetten komen ook voor.                                             |
| Koperblazers | Bastrompet      | Es       | grote sext omlaag                       |                                                                          |
| Koperblazers | Bastrompet      | E        | kleine sext omlaag                      |                                                                          |
| Koperblazers | Hoorn           | F        | reine kwint omlaag                      | De hoorn kan voorkomen in alle transposities, zelfs in Cis.              |
| Koperblazers | Kornet          | Bes      | grote secunde omlaag                    |                                                                          |
| Koperblazers | Kornet          | A        | kleine terts omlaag                     |                                                                          |
| Koperblazers | Besbas          | Bes      | grote secunde plus octaaf omlaag        |                                                                          |
| Idiofonen    | Klavier         | Beiaard  | alle mogelijke transposities komen voor | alle mogelijke transposities komen voor                                  |

## Octaverende instrumenten
Sommige instrumenten worden een octaaf hoger of lager getransponeerd, deze noemen we octaverende instrumenten:
| Familie          | Instrument     | Klinkt          |
| ---------------- | -------------- | --------------- |
| Houtblazers      | Piccolo        | Octaaf hoger    |
| Houtblazers      | Basfluit       | Octaaf lager    |
| Houtblazers      | Bashobo        | Octaaf lager    |
| Houtblazers      | Contrafagot    | Octaaf lager    |
| Houtblazers      | Basklarinet    | Octaaf lager    |
| Strijkinstrument | Contrabas      | Octaaf lager    |
| Tokkelinstrument | Gitaar         | Octaaf lager    |
| Toetsinstrument  | Celesta        | Octaaf hoger    |
| Koperblazers     | Piccolotrompet | Octaaf hoger    |
| Slagwerk         | Glockenspiel   | 2 octaven hoger |
| Slagwerk         | Xylofoon       | Octaaf hoger    |

## Opmerkingen
1. Transpositie is niet hetzelfde als stemming. Bovengenoemde intervallen staan los van de stemming van het instrument, aangezien een reine kwint in een welgetemperde stemming ook een reine kwint is in een gelijkzwevende stemming.[1][2]
2. Wanneer er in een partituur pauken in D of A staan, wijst dit niet op een transpositie, maar op de stemming van de pauken.[1]
3. Bij klavarskribo is transponerende notatie niet gebruikelijk. Hier wordt dus meestal volgens de werkelijke klank genoteerd.